# طوسی حائری
طوسی حائری (۱۵ دی ۱۲۹۶–۱۷ فروردین ۱۳۷۲) نویسنده، مترجم و نخستین گویندهٔ زن رادیوی ملّی ایران بود.

## زندگی
طوسی حائری در ۱۵ دیِ ۱۲۹۶ در مشهد در یک خانواده روحانیِ روشن‌اندیش زاده شد. او فرزند محمدباقر حائری مازندرانی، یک روحانی حقوق‌دان بود.
طوسی حائری پس از پایان دوران دبستان ابتدایی در رامسر و دوران دبیرستان در تهران در سال ۱۳۱۵ به عنوان آموزگار مدرسه، زبان انگلیسی تدریس می‌کرد.
طوسی حائری از نوجوانی وارد کارهای فرهنگی و مطبوعاتی شد. او بین سال‌های ۱۳۱۴ و ۱۳۱۶ با دیگر زنان کنش‌گر در جنبش زنان ایران مانند صدیقه دولت‌آبادی، بدرالملوک بامداد،‌ شمس‌الملوک مصاحب، و مهرانگیز منوچهریان در نشریه خطابه بانوان و همینطور کانون بانوان ایران همکاری کرد.‌‌
او از نخستین دانشجویان دختری بود که وارد دانشسرای عالی و دانشکده علوم و ادبیات دانشگاه تهران شدند و در سال ۱۳۱۶ نخستین زن فارغ‌التحصیل ادبیات از این دانشگاه بود. در همان سال به رغم مخالفت پدر با اسد صدری ازدواج کرد. اما به جدایی انجامید.
در سال ۱۳۱۶ به فرانسه رفت (گفته می‌شود نخستین زن ایرانی بود که برای ادامه تحصیل به فرانسه رفت) و بین سال‌های ۱۳۱۶ تا ۱۳۱۹ در دانشگاه سوربن کارشناسی ارشد ادبیات تطبیقی گرفت. طوسی پس از بازگشت از فرانسه در سال ۱۳۱۹ کار خود در رادیو را آغاز کرد. او نخستین زن گوینده رادیو در ایران بود. طوسی حائری هم‌زمان در دانشگاه تدریس می‌کرد و در مجلات مختلف با نام مستعار، متن‌هایی را از فرانسه به فارسی ترجمه می‌کرد. ‌‌‌‌‌یکی از بهترین ترجمه‌های او ترجمه شعر دوست من درخت اثر مینو دروئه در سال ۱۳۴۰ است. این شعر بر شاعرانی مانند سیاوش کسرایی تاثیر گذاشت. طوسی حائری سپس بار دیگر در سال ۱۳۲۸ به پاریس بازگشت و در سال ۱۳۳۲ دکترای زبان فرانسه را از همان دانشگاه دریافت کرد. ترجمه‌های او از متون فرانسه از سال ۱۳۲۰ در مجلهٔ اطلاعات هفتگی و کتاب هفته به چاپ می‌رسیدند.
طوسی و شاملو در سال ۱۳۳۶ با هم ازدواج کردند که پس از چهار سال زندگی مشترک از هم جداشدند. سیروس شاملو در اینباره می‌گوید: ‌«یکی از دلایلی که شاملو از طوسی حائری جدا شد این بود که طوسی اظهارنظر می‌کرد و خودساخته بود و نمی‌خواست به شوهرش متوسل شود. یعنی بعضی برای ایراد گرفتن فکر آینده‌شون رو می‌کنند، ولی بعضی‌ها نمی‌کنند»‌.
طوسی در سال ۱۳۳۷ مجلهٔ آشنا را با هزینه شخصی و به سردبیری احمد شاملو منتشر کرد که پس از ۱۷ شماره متوقف شد. آشنا نخستین فعالیت مستقل مطبوعاتی شاملو است. آنها در سال ۱۳۳۸ کتاب افسانه هفتاد و دو ملت نوشته هانری پورا را منتشر کردند و یک سال بعد طوسی به شاملو برای ترجمه پابرهنه‌ها نوشته زاهاریا استانکو کمک کرد. این کتاب در ۱۳۸۸ توسط نشر ثالث تجدید چاپ شد.
طوسی حائری در سال ۱۳۴۱ در فیلم کوتاه خواستگاری به کارگردانی ابراهیم گلستان به همراه فروغ فرخزاد و پرویز داریوش بازی کرد.
طوسی حائری طوسی حائری در سال ۱۳۴۶ کار در وزارت علوم را آغاز کرد و در نهایت به سمت معاونت این وزارت رسید. او در همان سال با محمود بردبار ازدواج کرد. او دوستی نزدیکی با بهمن محصص، نجف دریابندری، فروغ فرخزاد، و رضا براهنی داشت. او در سال‌های پس از انقلاب، او به تدریس زبان فرانسه پرداخت. اما خانه او محل دیدار نویسندگان و روشنفکران مختلف بود. طوسی از سال ۱۳۷۰ در شمال ایران و در محمودآباد زندگی می‌کرد و در فروردین ۷۲ به علت بیماری قلبی درگذشت.
در سال ۱۳۸۸ افسانه‌های هفتاد و دو ملت  نوشته هانری پورا، ترجمه مشترک احمد شاملو، طوسی حائری توسط نشر ثالث تجدید چاپ شد.